# Drzewiany
Drzewiany [pronunciación en polaco: /dʐɛˈvjanɨ/] (en alemán Drawehn) es un pueblo ubicado en el distrito administrativo de Gmina Bobolice, dentro del Condado de Koszalin, Voivodato de Pomerania Occidental, en el norte de Polonia occidental. Se encuentra aproximadamente a 8 kilómetros al noreste de Bobolice, a 40 kilómetros al sureste de Koszalin, y a 153 kilómetros al noreste de la capital regional Szczecin.
Antes de 1945, el área fue parte de Alemania. Para la historia de la región, véase Historia de Pomerania.
El pueblo tiene una población de 340 habitantes.